# 厚木南インターチェンジ
厚木南インターチェンジ（あつぎみなみインターチェンジ）は、神奈川県厚木市にある新東名高速道路のインターチェンジである。
ここから海老名方面は大都市近郊区間に指定されている。

## 歴史
- 2017年（平成29年）5月24日：IC名称が「厚木南IC」で正式決定[2]。
- 2018年（平成30年）1月28日：海老名南JCT - 厚木南IC間開通に伴い、供用開始[3][1][4]。
- 2019年（平成31年）3月17日：厚木南IC - 伊勢原JCT間開通[5]。

## 周辺
当ICから北へ約1.4 kmの場所に、東名高速道路厚木ICがある。
- 厚木市立戸田小学校
- 神奈川県消防学校
- スーパービバホーム厚木南インター店
- ツインシティ大神地区
- THE OUTLETS SHONAN HIRATSUKA

## 道路
- E1A 新東名高速道路（2番）

## 接続する道路
- 直接接続
  - 国道129号

## 料金所
- ブース数：7

### 入口
- ブース数：3
  - ETC専用：1
  - ETC/一般：1
  - 一般：1

### 出口
- ブース数：4
  - ETC専用：2
  - 一般（精算機）：2

## 隣
E1A 新東名高速道路
(1) 海老名南JCT - (2) 厚木南IC - (5-1) 伊勢原JCT